# 安藤結衣
安藤 結衣（あんどう ゆい）は、NHKのアナウンサー。

## 経歴
岐阜県岐阜市出身。東京大学工学部卒業後、2018年4月に入局。
同年6月、福島放送局に着任。2022年4月、広島放送局へ異動。
2024年4月から東京アナウンス室に異動。同年度から開始された『午後LIVE ニュースーン』のサブキャスター&中継リポーターに起用される。

## 人物
- 関市で生まれ、瑞浪市と岐阜市で育った。先祖は長良川の鵜匠[8]。
- 好きな食べ物は焼肉、つけ麺、桃、チョコレート[2]。
- 特技はテニスとダンス。中学ではソフトテニス部に所属し、岐阜市の大会でダブルスと団体でいずれも3位になったこともある。大学ではコピーダンスと硬式テニスをしていた。広島放送局では「NHK広島テニス部」を立ち上げた[8]。
- 趣味は旅行、散歩、猫と戯れること。猫やウサギが大好きで、広島局時代は、ウサギの島で知られる大久野島に何度も足を運んだ[2]。
- 心身リフレッシュ術は「とにかく動物に会うこと!」[2]。

## 現在の担当番組
- 首都圏ネットワーク（2025年3月31日 - ）- キャスター[9][10]
- #NHK（2025年4月7日[11] - ）- キャスター[9]
- 首都圏ニュース845（2025年3月25日 - 不定期で担当）- キャスター

## 過去の出演番組

### 福島放送局時代（2018年度 - 2021年度）
- どーも、NHK（2018年6月3日）- 新人お披露目
- もりすた! 「福島の海を愛するトップサーファー」（2018年9月13日）[12]
- アイデア対決・ロボットコンテスト
  - 高専ロボコン2018 全国大会（2018年11月25日 : BS1、12月24日）- リポーター[13]
  - そうだ、モンゴル、いこう～NHK学生ロボコン2019～（2019年7月15日）- リポーター
  - 高専ロボコン2019「東北地区大会」（2019年11月17日〈東北地域〉、12月12日深夜）- 司会
  - 高専ロボコン2021「東北地区大会」（2021年11月21日〈東北地域〉、12月4日深夜）- 司会[14]
  - 高専ロボコン2021「全国大会 見せまSHOW! 超絶機巧」（2021年12月25日）- リポーター[15]
- 第91回選抜高等学校野球大会 - アルプスリポーター
  - 第2日第1試合「日章学園」対「習志野」（2019年3月24日）
  - 第4日第2試合「広陵」対「八戸学院光星」（2019年3月26日）
  - 第7日第1試合「明豊」対「札幌大谷」（2019年3月29日）
- 週刊まるわかりニュース（2019年4月20日）‐Ｊヴィレッジ駅から生中継
- ココに福あり fMAP（初回放送は福島県域のみ。）
  - 「#10 今年も満開!福島サクライフ」（2019年5月10日、2020年4月15日 : BSプレミアム）
  - 「#11 ふくしま“宝の穴”めぐり」（2019年6月21日）[注 2]
  - 「#13 お宝どっさり キラキラ秋の福」（2019年10月11日）
  - 「#14 ふくしま“青秋”物語」（2019年11月8日、12月19日[16][注 3]、2020年1月30日深夜 : BS1）
  - 「#16 “福幸”ロード 聖火がやってくる」（2020年2月14日）
  - 「#17 今こそ届け！ 福島からの“エール”」（2020年4月17日、5月9日深夜 : BS1、6月4日[17][注 4]）
  - 「#19 “福の音”でエールを！」（2020年9月4日、10月23日深夜 : BS1）
  - 「#20 記憶のカケラを集めて」（2020年10月16日、11月23日深夜 : BS1[18]）
  - 「#21 実りの会津 “福のバトン”手渡して」（2020年11月20日）
  - 「#27 ひと 味 自然 福島の魅力を一挙に放送！」（2021年11月19日）
- うまいッ! - 地元応援団［食材リポーター］
  - 「甘い！なめらか！もも～福島市～」（2019年8月26日、2020年8月8日〈東北地域〉）[19]
  - 「抜群のシャキシャキ食感！巨大なめこ～福島・いわき市～」（2020年7月27日）[20]
  - 「爆(は)ぜる身！淡白な味わいとたっぷり栄養！コイ～福島・郡山市～」（2021年11月1日）[21]
- 大好き♡東北 定禅寺しゃべり亭（2019年8月31日、11月2日）- 森下絵理香の休演に伴う代理司会
- 首都圏ネットワーク（2019年11月13日 - 15日）- フィールドリポーター
- あさイチ
  - 「被災地の秋・お取り寄せ in 福島」（2019年11月20日）- 矢祭山公園から生中継[22]
  - 「JAPA-NAVI 寒～い冬に“あたたまる”福島・会津」（2019年12月19日）- リポーター[16][23][注 5]
  - 「JAPA-NAVI 「エール」古関裕而が愛した福島」（2020年7月9日）- リポーター[25]
  - おでかけLIVE（2022年1月17日・18日）- 道の駅なみえ・いわき湯本温泉から生中継[26]
- 「エール」ファン感謝祭 in ふくしま（2020年11月23日〈東北地域〉[27]、11月24日深夜[28][注 6]）- 司会[29]
- 第42回NHK杯東北アイスホッケー選手権 少年の部・決勝「青森」対「宮城」（2020年12月6日 : Eテレ〈東北地域〉）- リポーター
- NHKニュースおはよう日本
  - 「ふるさと再生へ いまできること ～福島 浪江町～」（2021年3月10日）- 請戸漁港から生中継[30]
  - 「コロナ禍の聖火リレー まもなく福島スタート」（2021年3月25日）- Jヴィレッジから生中継[31]
  - 川﨑理加[注 7]の代理キャスター（2021年7月24日・25日・31日・8月1日[32]）- おはよう日本・関東甲信越のキャスターも兼務。
  - 堀菜保子[注 8]の代理スポーツキャスター（2022年2月7日 - 10日）
- ごごナマ 東日本大震災 あの日から10年（2021年3月11日）- 東日本大震災・原子力災害伝承館から生中継[33]
- はまなかあいづTODAY（2021年3月29日 - 2022年3月24日）- キャスター（高石桃子と隔週交代）[注 9]
- 今夜も生でさだまさし～ごぶさた！福島さだエール～（2021年9月25日深夜）- 放送局PRコーナー・進行[34][35]
- 家族になろうよ 犬と猫と私たちの未来（2021年10月2日 : BSプレミアム）- ハピまるふくしまから生中継[36]
- ニュースウオッチ9「福島双葉町11年ぶりわが家」（2022年1月20日）- 双葉町から生中継
- 福島5局共同キャンペーン・つながるウィーク「双葉郡・子育て支援で未来の町づくりを」 - 福島民放各局に出張してリポート。[37][注 10]
  - ゴジてれ Chu !（2022年2月21日 : 中テレ）
  - シェア!（2022年2月22日 : KFB）
  - Nスタふくしま（2022年2月24日 : TUF）
  - テレポートプラス（2022年2月25日 : 福テレ）

- 武内陶子のごごラジ!（2020年3月11日）- 東日本大震災9年関連の特集企画の中で、Jヴィレッジから生中継を行った。
- 第72回秋季東北地区高校野球福島県大会 準決勝第2試合「学法石川」対「福島商」（2020年9月21日〈福島県域〉）- 実況[38]
- こでらんに5next（2021年4月9日 - 2022年2月4日〈福島県域〉）- 金曜日パーソナリティー[注 11]（塩澤大輔、武田健太[注 12]、須藤健吾と週替わりで担当）
- ゴジだっちゃ!「“被災者”だった私」（2021年6月14日〈宮城・岩手・福島県域〉）- リポーター[39]
- ラジオ深夜便 明日へのことば「なかったことにはさせない～福島・原発事故で消えかける戦争の遺跡～」（2021年9月8日深夜）- 聞き手[40][41]

- 福島県のニュース・中継・リポート
- 福島放送局コールサインアナウンス[注 13]

### 広島放送局時代（2022年度 - 2023年度）
- NHKニュースおはようひろしま・おはようちゅうごく（2022年4月8日 - 2024年3月8日）- キャスター[42][43]（志賀隼哉、鳥山圭輔、松井大と週替わりで担当[注 14]）
- ニュースLIVE! ゆう5時（2022年4月13日）- 造幣局広島支局から「花のまわりみち」の生中継[注 15]
- お好みワイドひろしま（2022年8月10日）- キャスター代行[注 16]
- ひむバス!［特番時代］- バスガイド［アシスタント］
  - 第3弾 長崎県島原市&神奈川県海老名市[注 17]（2022年11月19日[注 18]、11月26日〈島根県域〉、12月3日〈静岡県域〉）[44][45]
  - ゴールデンSP便 なにわ男子をサプライズ送迎&福井県福井市&大分県国東市[注 19]（2022年12月21日、12月24日〈東北地域〉）[46]
  - #8 東京・江東区&長野・飯田市[注 20]（2023年11月29日、12月2日〈関西地域〉）[47]
  - 知るしん 信州を知るテレビ「ひむバス!～長野・飯田市スペシャル便～」（2023年12月15日〈長野県域〉）[48]
  - #9 バナナマン日村さんの夢!乃木坂46メンバーをサプライズ送迎!&佐賀県佐賀市[注 21]（2024年2月23日）[49]
- コネクト
  - 「#広島推し!～みんなの“推し”で作るテレビ～」（2022年12月9日、2023年12月22日[50]）- コーナーキャスター
  - 「#広島推し 福山城スペシャル」（2023年4月28日、6月22日[注 22]）- リポーター[51]
  - 「ブラフミエ防府 1300年の歴史ある町で宝探し」（2024年1月19日）- ナレーション
- 目撃!オーロラ爆発（2023年3月19日 : BS4K、4月8日 : BSプレミアム[注 23]）- カナダ・イエローナイフ現地リポート&キャスター[注 24][52]
- あさイチ
  - 山陽地域中継リポーター（2023年4月17日 - 20日、12月4日 - 7日）[53][54]
  - 「愛(め)でたいnippon 広島」（2023年8月24日）- スタジオリポーター[55]
- 今夜も生でさだまさし～G3 お好みさだまサミット～（2023年4月28日深夜）- 放送局PRコーナー・進行
- NHK広島なび（2023年6月30日・他）- 2023年7月・8月・2024年2月キャスター
- 令和6年能登半島地震の災害報道対応による金沢放送局への応援派遣
  - かがのとイブニング（2024年1月12日）- 宝達志水町から中継リポート
  - 能登半島地震 石川県内のニュース・ライフライン情報（2024年1月13日）
- 鶴瓶の家族に乾杯 生放送スペシャルin広島県府中市!ぶっつけドキドキ生放送!（2024年2月12日）- 笑福亭鶴瓶、小野文惠とともに司会進行&中継リポーター
- 家族になろうよ 犬と猫と私たちの未来 第9弾（2024年3月2日）- 広島市動物愛護センターから中継リポート[56]

- ひろしま コイらじ（2022年4月5日 - 2024年2月27日）- 日替りアナウンサー
- 中国!ちゅーもく!ラジオ
  - 「西日本豪雨4年 防災特集～新たな犠牲を防ぐために いまできること～」（2022年7月1日）- 司会[57][58]
  - 「ちゅうごく朗読散歩2022秋」（2022年10月14日）- 司会
- 2023統一地方選 開票速報（2023年4月9日〈広島県域〉）- 広島県内の開票速報を担当。
- 令和5年 広島平和記念式典（2023年8月6日）- 進行[59][注 25]
- 民謡をたずねて 広島県世羅町（2024年1月9日・16日・23日 : FM）- 司会[60]

- 広島県・中国地方のニュース・中継・リポート
- 第104回全国高等学校野球選手権大会（2022年8月13日・15日・16日・20日・22日）- アルプススタンドリポート[注 26]
- 鳥取県のニュース（2023年5月25日 - 26日）- 鳥取放送局の応援派遣

### 東京アナウンス室時代（2024年度 - ）
- 午後LIVE ニュースーン（2024年4月2日[注 27][1] - 2025年3月7日[61]）- サブキャスター&中継リポーター[注 28]
  - おとりよせ@埼玉「“人生には遊びが必要”飯能の芸術家」（2025年6月5日）- プレゼンター[64][注 29]
- 広島放送局の泊まり勤務担当[65]（2024年5月13日 - 14日、15日 - 16日、8月3日 - 4日、2025年1月14日 - 15日）- 応援派遣（夜間 - 翌朝のラジオニュース[注 30]・お好み845）
- ラジオ定時ニュース（2024年7月19日 - 20日[66]、9月13日 - 14日[67]、11月8日 - 9日[68]、2025年1月3日 - 4日）- 20時から翌日午前2時と8時・NHKジャーナル内の「これまでに入ってきているニュース」を担当。
- 宮城県・東北地方のニュース（2024年7月30日、31日 - 8月1日の泊まり勤務担当）- 仙台放送局の応援派遣[69]
- みんなのうた - 2024年8月・9月期ナレーション[70]
- パリオリンピック2024（2024年8月6日 - 7日）- 西岡遼とともに東京スタジオ進行キャスター
- LIFE! 12周年SP第二夜（2024年9月23日）- コント内ナレーション[71]
- 青春舞台2024（2024年9月28日 : Eテレ）- ナレーション[72]
- はにわ王決定戦（2024年10月1日・他 : Eテレ、総合）- ナレーション[73]
- さわやか自然百景「大阪 泉州のため池」（2024年12月8日）- ナレーション[74]
- ひむバス!［特番時代］- バスガイド［アシスタント］
  - #17 島根・出雲市 マラソン大会で送迎 宍道湖で漁へ!絶品しじみ汁（2025年1月12日）[75]
  - さんいんスペシャル「ひむバス! 一畑薬師マラソンSP便」（2025年3月14日〈山陰地域〉）[76][注 31]
- 家族になろうよ 犬と猫と私たちの未来 - ナレーション[77]
  - ニャンコと若者たちの奮闘記（2025年3月4日 : BSP4K、3月11日 : BS）
  - 都会に生きる高齢猫（2025年3月7日 : BSP4K、3月14日 : BS）
- 関東地方のニュース（2025年3月11日）
- 第74回NHK杯テレビ将棋トーナメント 決勝 藤井竜王名人×郷田九段（2025年3月16日 : Eテレ）- 司会[78][79]
- アーカイブス映像でよみがえるにっぽんの鉄道 列車列伝（2025年3月22日 : BS8K、4月20日 : BSP4K[80]、5月17日 : BS）- 司会
- 首都圏情報 ネタドリ!「都議選・徹底解説 1票を誰に託しますか?」（2025年6月20日）- リポーター
- 首都圏いちオシ!「べらぼう旅 江戸が息づく日本橋をゆく」（2025年7月27日）- ナレーション